# 国連管理下の東ティモール

東ティモール
Timor-Leste（ポルトガル語）
Timor Lorosa'e（テトゥン語）
 East Timor（英語）
تيمور الشرقية（アラビア語）
Timor oriental（スペイン語・フランス語）
Восточный Тимор（ロシア語）
东帝汶（中国語）

東ティモールの地図

国連管理下の東ティモール（こくれんかんりかのひがしティモール、英：United Nations Administered East Timor）は、1999年から2002年まで国際連合東ティモール暫定行政機構が、東ティモールを統治していた期間のことである。
1999年10月25日に国際連合安全保障理事会決議1272の可決で国際連合東ティモール暫定行政機構が設立され、2002年3月に国民議会が作成した憲法を公布し、同年5月20日に独立国家となった。